# Park Etnograficzny w Niechorzu
Park Etnograficzny w Niechorzu – skansen poświęcony historii i tradycjom rybołówstwa oraz kultury Pomorza Zachodniego, zlokalizowany w pobliżu latarni morskiej i parku miniatur latarni morskich w Niechorzu (gmina Rewal, powiat gryficki).

## Geneza
Park etnograficzny powstał w 2024 roku w ramach projektu „Wzmocnienie potencjału rekreacyjnego i turystycznego Pomorza Zachodniego poprzez budowę parku etnograficznego w Niechorzu – Etap I sposobem na rozwój lokalnego rynku pracy opartego o endogeniczny potencjał gminy Rewal”. Beneficjentem grantu i realizatorem projektu było Stowarzyszenie Miłośnicy Tradycji Rybołówstwa Bałtyckiego w Niechorzu.

## Ścieżki edukacyjne[1]
- Droga Ryby
- Droga Chleba

## Ekspozycja
- Wiatrak typu Koźlak z 1843 roku
- Chaty rybackie z osad rybackich Kępa i Niechorze (rekonstrukcja, wnętrza izb rybackich).
- Sprzęt rybacki - łódź rybacka, sieci do połowu śledzia, flądry, dorsza, łososia, sztojery, sprzęt do przetwórstwa rybnego.
- Sprzęt rolniczy